# Joanna Mucha
Joanna Mucha, née le 12 avril 1976 à Płońsk, est une femme politique polonaise, membre de la Pologne 2050. Elle est ministre du Tourisme et des Sports entre 2011 et 2013.

## Biographie

### Formation et débuts en politique
Diplômée en management de l'université de Varsovie en 2001, elle rejoint la PO en 2003, et en devient trois ans plus tard secrétaire dans la fédération de la voïvodie de Lublin.
En 2007, elle est élue députée à la Diète tout en obtenant un doctorat d'économie de la santé à l'université catholique Jean-Paul II de Lublin.

### Ministre des Sports
Elle est nommée, le 18 novembre 2011, ministre des Sports et du Tourisme dans le nouveau gouvernement de centre droit de Donald Tusk. Lors du remaniement du 27 novembre 2013, elle est remplacée par Andrzej Biernat.